# London School of Economics
London School of Economics and Political Science (hrv. Londonska škola ekonomije i političkih znanosti), obično poznat kao London School of Economics (hrv. Londonska škola ekonomije) ili LSE je specijalistički koledž i sastavnica Sveučilišta u Londonu. Školu su osnovali 1895. godine članovi Fabijanskog društva Sidney Webb, Beatrice Webb i George Bernard Shaw. Škola se pridružila federalnom Sveučilištu u Londonu 1900. godine kao Ekonomski fakultet, dok je akademske nazive i stupnjeve počela dodjeljivati studentima 1902. godine.
Danas je LSE još uvijek specijalistički jedinstveni fakultet i sastavnica Sveučilišta s oko 8.700 redovitih studenata. Škola se opisuje kao svjetska vodeća društvenoznanstvena institucija za obrazovanje i istraživanje koja obuhvaća čitavu širinu društvenih znanosti. Nalazi se među najselektivnijim sveučilištima u svijetu s najnižom stopom primitka u odnosu na sva sveučilišta u Britaniji. LSE je stvorio mnoge istaknute alumne uključujući nekoliko Nobelovih laureata i mnogo stranih državnih poglavara.
Konzistentno postavljena u vrhu visokoškolskih institucija u svijetu prema sveučilišnom poretku, LSE ima najviši postotak vodećih istraživanja u svijetu u odnosu na sva sveučilišta u UK-u prema podacima iz 2008. godine. Članica je Russellove grupe.

## Povijest
London School of Economics osnovali su 1895. godine Beatrice i Sidney Webb uz novčanu potporu od 20.000 £ dobivenu nekretninama Henryja Hunta Hutchinsona. Hutchinson, pravnik i član Fabijanskog društva, ostavio je novac u povjerenju da se namijeni "za napredak njegovih [tj. Fabijanskog društva] ciljeva u bilo koju svrhu koja se [povjerenicima] čini pogodnom". Pet povjerenika bili su Sidney Webb, Edward Pease, Constance Hutchinson, William de Mattos and William Clark.
LSE bilježi kako je prijedlog za osnivanje škole dogovoren tijekom sastanka za doručak 4. kolovoza 1894. Godine između Webbovih, Grahama Wallasa i Georgea Bernarda Shawa. Povjerenici su prihvatili prijedlog u veljači 1895. godine, a prva predavanja na LSE-u održana su u listopadu iste godine u prostorijama na adresi John Street 9 u Adelphiju u Westminsteru.
Škola se 1900. pridružila Sveučilištu u Londonu, promijenivši naziv u Ekonomski fakultet Sveučilišta u Londonu te je započela dodjeljivati akademske nazive Sveučilišta od 1902. Brzo se šireći tijekom sljedećih godina, škola se preselila na obližnju adresu Adelphi Terrace 10, a zatim na Clare Market i Houghton Street. Temeljni kamen za Staru zgradu u Houghton Street postavio je kralj George V. 1920. godine, a zgrada je otvorena 1922. godine.
Tijekom Drugog svjetskog rata škola se premjestila iz Londona na Sveučilište u Cambridgeu, zauzevši zgrade koje pripadaju Peterhouseu.
Školski grb koji uključuje njezin moto i maskotu dabra prihvaćeni su u veljači 1922. na prijedlog dvanaesteročlanog odbora, uključujući osmero studenata, koji je osnovan radi istraživanja materije. Latinski moto "Rerum cognoscere causas" preuzet je iz Vergilijeve Georgike. Preveden na hrvatski znači "spoznati uzroke stvari", a predložio ga je profesor Edwin Cannan. Maskota dabra odabrana je zbog njenih asocijacija s "predviđanjem, konstruktivnošću i industrijskim ponašanjem".

## Trenutačna aktivnost
LSE nastavlja imati glavni utjecaj na britansko društvo, posebice sa svojim bliskim vezama i utjecajem u politici, poslu i pravu. The Guardian opisuje takav utjecaj kada tvrdi:
"Još jednom su politički udarac škole, koja se čini blisko povezanom s parlamentom, Whitehallom i Bankom Engleske, osjetili ministri… Snaga LSE-a leži u njenoj bliskosti političkom procesu: Mervyn King bio je bivši profesor na LSE-u. Predsjednik odbora za obrazovanje Donjeg doma Barry Sheerman sjedi u vijeću guvernera zajedno s laburističkim vršnjakom lordom (Frankom) Juddom. U vijeću su također torijevci i parlamentarni zastupnici Virginia Bottomley i Richard Shepherd, te lord Saatchi i lady Howe."
Nedavno je škola sudjelovala u prijedlozima britanske vlade za uvođenjem obaveznih identifikacijskih kartica, istražujući pridružene troškove ove sheme, te mijenjajući javno i vladino mišljenje o ovom pitanju. Institucija je također popularna među političarima i parlamentarnim zastupnicima u pokretanju nove politike, legislacije i manifestnih jamstava, a posebno se ističe pokretanje Manifestne konferencije Liberalnih demokrata pod vodstvom Nicka Clegga 12. siječnja 2008.
Nedavni profil LSE-a u časopisu The Sunday Times u sklopu 2008 Sunday Times University Guidea (hrv. Vodič za sveučilišta u Sunday Timesu za 2008.) komentiran je na sljedeći način:
"Postoje mnogi koji su uspjeli u svijetu politike, ekonomije ili znanosti, a koji mogu svoj uspjeh povezati s godinama provedenim na LSE-u. Inspirirani obukom akademika koji su često poznata lica, ako ne i kućanska imena, studenti s LSE-a poduzimaju svoje prve korake do dostojanstva u debatnim komorama, kafićima, barovima – a tek povremeno u svojim seminarskim grupama – tijekom tri ili četiri godine studiranja."
Štoviše, najboljih 10 zaposlenika diplomanata s LSE-a uglavnom su računovođe, bankarski ulagači, konzultanti i pravnici. LSE je zaista često poznat kao 'medicinska sestra za investicijsko bankarstvo' jer prema službenim podacima Službe za karijere LSE-a oko 30% diplomanata odlazi u "bankarstvo, financijske službe i računovodstvo". LSE je često najpoželjnije sveučilište za poslodavce u privatnom sektoru i financijskim službama u inozemstvu i Londonu. Alumni LSE-a također imaju prosječno najvišu plaća od svih drugih britanskih alumna koja iznosi 29.253 £, po čemu su ispred Imperiala, UCL-a, Oxforda, King’s i Cambridgea.
Tijekom godina LSE se nastavio širiti oko ulice Houghton. Nedavnom shemom prikupljanja financija nazvanom "Kampanja za LSE" kojom se prikupljalo 100 milijuna funta, LSE je kupio zgradu bivšeg javnog upravitelja u Kingswayu 24. Ova zgrada ponovo je razvijena u ultramodernu obrazovnu zgradu poznatu kao "Nova akademska zgrada" s ukupnim troškom od preko 45 milijuna funta, povećavši površinu kampusa za 11.000 kvadratnih metara. 100 milijuna funta prikupljeno je u studenom 2007. a zgrada se otvorila za nastavu u listopadu 2008. Službeno otvorenje vodili su Njezino Veličanstvo Kraljica i Vojvoda od Edinburgha 5. studenog 2008.
Sadašnji direktor škole Sir Howard Davies bio je bivši predsjednik Uprave financijskih službi, kontrolor Revizijske komisije, glavni direktor Konfederacije britanske industrije i zamjenik guvernera Banke Engleske. Nakon prvog mandata u službi ponovo je izabran u srpnju 2007. na mandat do 2013. godine.
Osim afilijacije u Russellovoj grupi LSE je trenutačno član Europske sveučilišne asocijacije, Asocijacije sveučilišta Commonwealtha, Zajednice europskih škola menadžmenta i internacionalnih kompanija, Asocijacije profesionalnih škola za međunarodne odnose, te Britanskih sveučilišta jednako kao i Zlatnog trokuta britanskih sveučilišta.

## Programi i prijam
LSE je posvećen isključivo studiranju i istraživanju društvenih znanosti, te je jedino sveučilište u Ujedinjenom Kraljevstvu takve vrste. Škola nudi preko 140 diplomskih (magistarskih) programa, 4 programa za stjecanja titule magistra javne uprave, jedan za stjecanje titule magistra prava, 30 programa za prvostupnika znanosti, jedan za prvostupnika prava te 4 prvostupnika umjetnosti (uključujući međunarodnu povijest i geografiju). LSE je jedno od dvaju britanskih sveučilišta na kojem se može steći titula prvostupnika ekonomske povijesti, dok je ono drugo Sveučilište u Cambridgeu. Ostali predmeti koji su začeti na LSE-u uključuju antropologiju, kriminologiju, međunarodne odnose, socijalnu psihologiju, sociologiju i socijalnu politiku. Smjerovi se poučavaju u preko trideset istraživačkih centara i devetnaest odsjeka plus Centar za jezike. Budući da se svi navedeni programi nalaze unutar društvenih znanosti, oni jako nalikuju jedni drugima, te dodiplomski studenti moraju tijekom prve i druge godine studija uzeti barem jedan modul sa smjera koji nije obuhvaćen njihovim matičnim predmetom kako bi se promicalo šire obrazovanje društvenih znanosti. Na dodiplomskoj razini određeni odsjeci su vrlo maleni (90 studenata u sve tri godine studija), pa osiguravaju malene predavačke grupe omogućujući mnogo bliži pristup nego na ostalim institucijama.
Prijam na LSE je ekstremno natjecateljski. Prema podacima UCAS-a iz 2008. godine škola je zaprimila 19.039 prijavnica, a prihvatila 1.299 studenata (6,8%). To znači da se 15 pristupnika borilo za jedno mjesto što je najveći omjer bilo kojeg sveučilišta u Britaniji. Neki smjerovi, uključujući državnu upravu, ekonomiju, međunarodne odnose, pravo, menadžment i računovodstvo i financije imaju više od 20 pristupnika po jednom mjestu, pa im je stoga stopa prijma oko 4-5%. Kao posljedica toga LSE je jedno od najselektivnijih sveučilišta na svijetu na preddiplomskoj razini s mnogim smjerovima koji nadilaze 7-9 postotni prijam postignut na sveučilištima Ivy Leaguea: Sveučilište Harvard, Dartmouth College, Sveučilište Yale i Sveučilište u Princetonu. Većina programa nudi tipičnu ponudu AAA-AAB na razini A (u usporedbi s AAA na Oxbridgeu). Zbog selektivnosti škole većina uspješnih studenata na LSE-u dolazi na školu sa značajno višim ocjenama tako da je prosječan student 2008. godine prikupio 483 UCAS tarifnih bodova (što je ekvivalentno AAAA na razini A). Ulazni standardi su također vrlo visoki za poslijediplomske studente za koje se traži (za pohađanje magistarskih smjerova) prvi razred ili dobar gornji drugi razred britanskog sveučilišnog prvostupnika ili njegov strani ekvivalent. Stopa uspješnosti prijave za poslijediplomske programe varira po svojoj veličini, iako većina glavnih smjerova uključujući ekonomiju i mešunarodne odnose imaju prijam od približno 5-10% pristupnika. Neki od vrhunskih premijskih programa kao što su redoviti magistarski studij financija i magistarski studij financijske matematike imaju pristupne stope ispod 3%. Ipak, LSE planira povećati broj ponuđenih diplomskih mjesta širenjem koje je omogućeno kupnjom dodatnih fakultetskih zgrada.
LSE ima široko sveučilišno partnerstvo u poučavanju i istraživanju sa Sveučilištem Columbia u New Yorku, Sveučilištem u Pekingu i Institutom za političke znanosti u Parizu s kojima nudi različite zajedničke stupnjeve. Primjerice, visoko pozicionirani odjel za međunarodnu povijest nudi zajednički magistarski studij međunarodne i svjetske povijesti sa Sveučilištem Columbia i magistarski studij međunarodnih odnosa sa Sveučilištem u Pekingu, te studenti dobivaju akademski naziv na objema institucijama. LSE također nudi različite skupne studije s ostalim sveučilištima. Škola nudi globalni izvršni program za diplomski studij poslovne administracije TRIUM (TRIUM Global Executive MBA programme) zajedno sa Sternovom poslovnom školom Sveučilišta u New Yorku i Školom za menadžment HEC iz Pariza. Program je podijeljen u šest modula koji se održavaju na pet međunarodnih poslovnih lokacija tijekom 16-mjesečnog perioda. LSE također nudi dualni studij magistra javne uprave sa školama iz Globalne mreže javne politike kao što su Hertieova škola uprave i Nacionalno sveučilište u Singapuru. Škola također nudi programe razmjene s Boothovom poslovnom školom Sveučilišta u Chicagu, Fuquinom poslovnom školom, Kelloggovom školom menadžmenta, Sternovom poslovnom školom i Yaleovom školom menadžmenta kao dio svoga magistarskog studija međunarodnog menadžmenta i program razmjene preddiplomskih studenata s Kalifornijskim sveučilištem u Berkeleyu u političkim znanostima.
Ljetna škola LSE-a nakon osnivanja 1989. godine počela se brzo širiti te je 2006. godine na njoj bilo više od 3.000 sudionika. Ljetna škola nudi preko 50 predmeta baziranih na regularnim dodiplomskim smjerovima na LSE-u na odsjecima za računovodstvo, financije, pravo, međunarodne odnose i menadžment, a provode se tijekom dvaju zasjedanja od kojih svako traje po tri tjedna i to u srpnju i kolovozu svake godine. LSE također nudi Ljetnu školu LSE-PKU u suradnji sa Sveučilištem u Pekingu. Smjerovi u obje ljetne škole mogu se koristiti u promociji poput ostalih kvalifikacija, a neki se smjerovi mogu uzeti kao dio uvjetne ponude magistarskih programa LSE-a. Ljetna škola je 2007. prihvatila studente iz preko 100 zemalja uključujući neke s najboljih fakulteta i sveučilišta u svijetu kao i stručnjake iz nekoliko nacionalnih banaka i većih financijskih institucija. Osim pohađanja smjerova na LSE-u je moguć boravak u rezidencijalnim dvoranama, a Ljetna škola pruža cjelovit socijalni program uključujući gostujuća predavanja, recepcije.

## Studentsko tijelo
Na LSE-u studira gotovo 7.800 redovitih i oko 800 izvanrednih studenata. Od tog broja 25% studenata dolazi iz Ujedinjenog Kraljevstva, a samo 4% iz Londona. LSE ima najveće međunarodno studentsko tijelo na svijetu, a u jednom trenutku na LSE-u je studiralo studenata iz više zemalja nego što ih ima u UN-u.
Gotovo 64% studenata na LSE-u čine poslijediplomski studenti što je neobično visok udio u usporedbi s ostalim britanskim institucijama. Postoji približno jednaka razdioba između rodova, pa je tako 51% studenata i 49% studentica.

## Studentske unije
LSE ima svoju studentsku uniju LSESU koja je članica Nacionalne unije studenata i Nacionalnog poslijediplomskog odbora te Unije Sveučilišta u Londonu. SU se često smatra najviše politički aktivnom udrugom u Britaniji – tu reputaciju drži od dobro dokumentiranih studentskih nemira na LSE-u 1966. – 1967. i 1968. – 1969., koji su punili međunarodne naslovnice.
Unija je odgovorna za organizaciju i prihvaćanje zabavnih zbivanja i studentskih društava, studentske dobrobiti i pitanja vezanih uz smještaj i ostale stvari. Od 2010. godine okuplja 200 društava (više od bilo koje britanske studentske unije), 40 sportskih klubova, ogranak RAG i napredna medijska grupa.
Medijska grupa jest kolektiv od četiriju različitih skupina, svaki sa svojom vlastitom poviješću i identitetom. Tjedne studentske novine The Beaver izlazi svakog utorka tijekom nastavne godine i jedan je od najstarijih studentskih novina u zemlji. Unijska radijska stanica Pulse! postoji od 1999. godine, a televizijska stanica LooSE Television postoji od 2005. Jedna od najstarijih studentskih publikacija u Britaniji Clare Market Review ponovo je oživjela 2008. godine te je otad osvojila mnoge nacionalne nagrade. Studenti također imaju pristup London Studentu koji izdaje Unija Sveučilišta u Londonu.
U različitim oblicima tjedan RAG-a djeluje od 1980. godine kada ga je pokrenuo službenik za zabavu Studentske unije i sadašnji novozelandski parlamentarac Tim Barnett.
Atletska unija LSE-a pridružena LSESU jest tijelo odgovorno za sve sportske aktivnosti na sveučilištu. Članica je British Universities & Colleges Sport (BUCS). Za razliku od "plavaca" koji se dodjeljuju za sportsku izvrsnost na Oxfordu i Cambridgeu, istaknuti atleti na LSE-u se nagrađuju "ljubičastima".

## Lokacija i život u kampusu
LSE se preselio 1902. u današnji kampus u centralnom Londonu na Clare Marketu i ulici Houghton u Westminsteru blizu Aldwycha i pored Kraljevskog suda pravde i Temple Bara. Kralj George V. postavio je 1920. godine kamen temeljac za Staru zgradu, glavnu zgradu na LSE-u. Škola je postupno povećavala vlasništvo na susjednim zgradama stvorivši gotovo kontinuirani kampus između Kingswaya i Kraljevske palače pravde. Danas se kampus sastoji od približno trideset zgrada koje su ad hoc povezivane s često zbunjujućim rezultatima. Razine katova u zgradama često nisu jednake pa tako netko tko prođe prolaz može završiti na drugom "katu". Kampus također ima među zgradama niz ekstenzijskih mostova koji su postavljeni visoko na gornjim katovima radi povezivanja nekoliko zgrada. Često se zbog toga kampus naziva Escherovom slagalicom. Škola je također poznata po svojim brojnim kipovima životinja ili nadrealnih prikaza koje često doniraju alumni.
LSE-ov kampus obnovljen je za vrijeme mandata bivšeg direktora Anthonyja Giddensa (1996-2003), te su pritom ponovo razvijene kuće Connaught i Clement na Aldwychu i kupljene zgrade uključujući javnu kuću Georgea IV. koje su se nalazile unutar samog kampusa, ali nisu bile u posjedu LSE-a. nedavni projekti obuhvatili su renovaciju Lionel Robbins Buildinga vrijednu 35 milijuna £ u kojoj se nalaze Britanska knjižnica političke i ekonomske znanosti, Knjižnica LSE-a i novi Studentski servisni centar u Staroj zgradi kao i LSE Garrick na spoju ulice Houghton i Aldwycha.
Nova akademska zgrada (bivša Javna povjerenička zgrada na Kingswayu) jedna je od najviše prema okolišu prijateljskih sveučilišnih zgrada u UK. S ulazom koji gleda na Lincoln's Fields, nova zgrada je dramatično povećala prostor kampusa, inkorporiravši nove predavačke tatre, odjel za menadžment i pravo, računalne i studijske prostorije.
Britanska knjižnica političkih i ekonomskih znanosti (BLPES) trenutačno je najveća knjižnica na svijetu isključivo posvećena društvenim znanostima, a sadržava preko 4,7 milijuna svezaka na policama. To je također čini drugom po veličini knjižnicom u Britaniji nakon Britanske knjižnice na King's Crossu. Ostale važne zgrade uključuju Paunov teatar, glavni teatar za predavanje na LSE-u, s mjestima za 999 osoba, koji noću služi kao baza na West Endu za Sadler's Wells. Ovo mjesto član je Društva londonskih kazališta, te je ugostilo mnoge plesne, muzičke i dramske produkcije, te služi također kao baza za mnoga javna predavanja i diskusije na LSE-u.
LSE je slavan po svojem programu javnih predavanja koji organizira Služba za zbivanja LSE-a, a otvoren je studentima, alumnima i cijeloj javnosti. Ova tjedna predavanja redovito drže istaknuti nacionalni i internacionalni govornici među kojima su veleposlanici, autori, glavni izvršni direktori, parlamentarni zastupnici, vodeći profesori i poglavari država.
Među nedavnim govornicima bili su Gordon Brown, Dmitri Medvedev, John Atta Mills, Alistair Darling, George Soros, David Cameron, Kevin Rudd, Bill Clinton, George Osborne, lord Stern, Cherie Booth, Ben Bernanke, John Major, Mary McAleese, Rowan Williams, Alan Greenspan, Robert Peston, Will Hutton, Hilary Benn, Hazel Blears, Richard Lambert, Joschka Fischer, Jack Straw, barunica Thatcher, nadbiskup Desmond Tutu, Jens Lehmann, Kofi Annan, Tony Blair, Gerhard Schroeder, John Lewis Gaddis, Joseph Meegan, Costas Simitis, Luiz Inácio Lula da Silva, Lee Hsien Loong, Milton Friedman, Jeffrey Sachs, Vicente Fox, Noam Chomsky i Nelson Mandela.
LSE je također uveo LSE Live, niz javnih predavanja koja se uživo emitiraju preko interneta, te su otvoreni za LSE-ovu zajednicu, a povremeno za opću javnost. Projekt je pokrenut 2008. i do sad je ugostio mnoge istaknute govornike kao što su George Soros, Thomas Friedman, Fareed Zakaria i nedavno Ben Bernanke, tajnik Banke federalnih pričuva Sjedinjenih Država.
LSE je također ugostio mnoge koncerte i priredbe, a među brojnim klasičnim muzičkim recitalima svoju su izvedbu imali We Are Scientists, Dr. Karl Kennedy i Tim Westwood.

## Smještaj
LSE upravlja s jedanaest rezidencijalnih zgrada smještenih u centralnom Londonu i oko njega. LSE je vlasnik i upravitelj deset rezidencijalnih zgrada, dok jednom rezidencijom upravlja Shaftesbury Student Housing. Ove rezidencije zajedno udomljuju preko 3.500 studenata. Postoji još osam međufakultetskih zgrada koje su podijeljene među ostalim sastavnicama Sveučilišta u Londonu, a udomljuju približno 25% studenata upisanih na prvu godinu LSE-a.
Škola jamči smještaj za sve dodiplomske studente s prve godine bez obzira na njihovu trenutačnu adresu. Velikom dijelu većinske poslijediplomske populacije na LSE-u također se nude specifične rezidencije dostupne za poslijediplomski život. Nijedna rezidencija nije locirana u kampusu u ulici Houghton, a najbliža rezidencija Grosvenor House smještena je na udaljenosti manjoj od pet minuta hoda od Škole u Covent Gardenu, dok su najudaljenije rezidencije Nutford i Butler's Wharf udaljene približno 45 minuta vožnje podzemnom ili autobusom.
Svaka rezidencija udomljuje mješavinu studenata kako domaćih tako i stranih, muških i ženskih, te obično preddiplomskih i poslijediplomskih. Novi preddiplomski studenti (uključujući studente općeg smjera) zauzimaju približno 36% od svih prostora, dok poslijediplomci zauzimaju približno 56%, a kontinuirani studenti oko 8% svih mjesta.
Najveća rezidencija Bankside otvorena je 1996. a u njoj je smješteno 617 studenata na osam katova koji gledaju na rijeku Temzu, a smješteni su iza popularne umjetničke galerije Tate Modern na južnoj obali rijeke. High Holborn, koji se nalazi približno 10 minuta od kampusa, otvoren je 1995. i druga je najveća rezidencija. Ostali smještajni kapaciteti dobro su locirani za londonske atrakcije i zgrade - Butler's Wharf smješten je blizu Tower Bridgea, Rosebery u londonskom okrugu Islington i blizu Salder's Wellsa te Carr-Saunders Hall, nazvan prema profesoru s LSE-a, približno je udaljen 5 minuta od Telecom Towera u srcu Fitzrovije.
Od 2005. Škola je otvorila tri nove rezidencije radi osiguravanja smještaja za sve studente prve godine. Neovisno upravljana zgrada Lilian Knowles otvorena 2006. dom je za približno 360 studenata. Dozvola za planiranje tražena je za prenamjenu Nortumberland Housea na Northumberland Avenue u novu rezidenciju 2. lipnja 2005. a za smještaj studenata otvorena je u listopadu 2006.
Najnoviji smještajni razvitak uključuje Northumberland House, drugostupanjsku popisanu zgradu, smještenu između Stranda i Temzinog nasipa. To je bivši viktorijanski grand hotel, a kasnije mjesto vladinih ureda.
Najbliža rezidencija kampusu u ulici Houghton rezervirana je za poslijediplomske studente, a nalazi se na istočnoj strani Drury Lanea na raskrižju Great Queen Streeta i Long Acrea. Grosvenor House, pretvorena iz viktorijanske sužbene zgrade, otvorena je u rujnu 2005. Rezidencija je jedinstvena po tome što svih 169 soba čine maleni, samostalni studiji s privatnim zahodom i kupaonicom te mini-kuhinjom.
Postoji također osam međufakultetskih zgrada.

## Knjižnice i arhivi
Glavna knjižnica LSE-a je Britanska knjižnica političke i ekonomske znanosti (BLPES). Ona je mjesto najveće knjižnice društvenih i političkih znanosti na svijetu. Od svog osnutka 1896. godine ona je nacionalna knjižnica za društvene znanosti Ujedinjenog Kraljevstva i Commonwealtha, a čitava njezina zbirka prepoznata je po njezinoj izvanrednoj nacionalnoj i internacionalnoj važnosti te joj Vijeće za muzeje, knjižnice i arhive (MLA) dodijelilo 'naznačeni' status.
BLPES odgovara na oko 6.500 posjeta studenata i osoblja svakog dana. Štoviše, knjižnica osigurava specijalističku internacionalnu pretraživačku zbirku koja služi preko 12.000 registriranih vanjskih korisnika svake godine.
Shawova knjižnica udomljena u impresivnoj sobi u Staroj zgradi sadrži sveučilišnu zbirku fiktivnih i općih zapisa za dokolicu i zabavu. Fabijanski prozor nalazi se također u knjižnici, a otkrio ga je Tony Blair 2003. godine.
Studentima je dopušteno koristiti knjižnice svih fakulteta Sveučilišta u Londonu, te prostranih prostora u Senate House Libraryu smještenom na Russellovu trgu.

## Akademska reputacija
Fulbrightova komisija tvrdi da je "London School of Economics and Political Science vodeća društvenoznanstvena institucija u svijetu".
Prema Times Higher Education-QS World University Rankings škola je rangirana 11. u svijetu 2004. i 2005. ali je kontroverzno pala na 66. i 67. mjesto u izdanju iz 2008. i 2009. godine. Školska administracija tvrdi kako je pad nastao zbog kontroverzne promjene u metodologiji koja ometa društvenoznanstvene institucije. U siječnju 2010. THE je zaključio kako njihov postojeći sustav metodologije s Quacquarelli Symondsom je činio pogreške na takav način da je nepravedno degradirao određene škole uključujući LSE. Predstavnik Thomson Reutersa, novog partnera THE-a, čak je izjavio: "LSE se nalazio tek na 67. mjestu prema posljednjem Times Higher Education-QS World University Rankings – sigurno nekakva pogreška? Da i to poprilično velika." Usprkos svemu škola je bila jedina iz svoje skupine koja je završila u 200 najboljih sveučilišta, pa je stoga bila okarakterizirana kao najbolje specijalizirano istraživačko sveučilište srednje veličine u svijetu. Slučajno LSE često dobro stoji u posebnom društvenoznanstvenom segmentu samog poretka. Zaista nikad se nije nalazila izvan 5 najboljih u svijetu, pa je u posljednjih pet godina bila 5., 4., 3. i 2. u poretku. LSE se također nalazi visoko pozicioniran u preglednim anketama poslodavaca i od početka rangiranja nikad se nije našao izvan 5 najboljih sveučilišta u svijetu u očima poslodavaca. Prema Research Assessment Exercise iz 2008. godine LSE je imao najviši postotak vodećih istraživanja u svijetu u odnosu na sve britanske visokoškolske institucije. Zaista, The Independent Newspaper smjestio je LSE na prvo mjesto u državi zbog njegovih istraživanja na temelju procjene da 35% fakultetskog osoblja obavlja vodeći posao u svijetu u odnosu na 32% kod Oxforda i Cambridgea. Štoviše, prema Times Newspaperu LSE se nalazi (zajedno s Oxfordom) na drugom mjestu prema prosječnoj vrijednosti ocjene dobivene na temelju četrnaest jedinica uzetih za procjenu, odmah iza Cambridgea. Prema ovim RAE-ovim rezultatima, LSE je najbolje istraživačko sveučilište u UK na području antropologije, ekonomije, politike, prava, socijalne politike i europskih studija.
Razni specifični odjeli LSE-a također se visoko rangiraju. Godine 2009. magistarski program menadžmenta i strategije postavljen je na 4. mjesto u svijetu prema Financial Times' Masters in Management Ranking (4. mjesto 2008., 3. mjesto 2007., 8. mjesto 2006., 4. mjesto 2005.) dok je TRIUM Executive MBA postavljen na 2. mjesto u svijetu prema Financial Times EMBA Ranking iz 2009. godine. LSE je također rangiran visoko u različitim svjetskim poretcima odjelâ za ekonomiju i međunarodne odnose. S obzirom na potonje, TRIP-ova anketa iz veljače 2009. koja je obuhvatila 2.724 akademika s fakulteta za međunarodne odnose u 10 zemalja postavila je LSE-ov doktorski program na 6. mjesto u svijetu dok je njegove terminalne magistarske programe (koji uključuju magistarski studij u međunarodnim odnosima, teoriji međunarodnih odnosa, teoriji i povijesti međunarodnih odnosa, povijesti međunarodnih odnosa i međunarodnoj političkoj ekonomiji) postavila na 7. mjesto u svijetu i 1. mjesto među anketiranim britanskim i afričkim akademicima.
U domaćim okvirima LSE je jedna od samo pet britanskih institucija koji se nisu nikad rangirale izvan 10 najboljih u bilo kojoj novinski sastavljenoj tablici. Škola je s Imperial Collegeom često dominirala na položaju odmah iza Oxbridgea, ali je od 2009. godine kontroverzno ispala zbog uvođenja bodova dobivenih ispitivanjem zadovoljstva studenata. Stoga se škola trenutačno nalazi na 103. mjestu od 129 sveučilišta. Zaista, LSE je postigao 3. mjesto ukupno prema kumulativnom poretku u Sunday Times University Guide. LSE-ovi alumni često postižu visok rezultate u odlomku o 'prospektima poslodavaca' u vodiču, te se njegovi studenti smatraju najboljim 'diplomiranim prospektima' od svih britanskih sveučilišta prema poretku iz 2009. godine.

### Poredak
| 2010.                         | 2009. | 2008. | 2007. | 2006. | 2005. | 2004. | 2003. | 2002. | 2001. | 2000. | 1999. | 1998. | 1997. |
| ----------------------------- | ----- | ----- | ----- | ----- | ----- | ----- | ----- | ----- | ----- | ----- | ----- | ----- | ----- |
| Times Good University Guide   | 7.    | 4.    | 4.    | 4.    | 4.    | 4.    | 4.    | 4.    | 5.    | 7.=   | 8.=   | 8.=   | 3.    |
| Guardian University Guide     | 5.    | 3.    | 6.    | 3.    | 3.    | 5.    | 5.    | 3.    | 3.    |       |       |       |       |
| Sunday Times University Guide | 9.    | 4.    | 4.    | 3     | 3.    | 4     | 4.    | 3.    | 3.    | 3.    | 3.    | 3.    | 4.    |
| Daily Telegraph               |       |       |       | 4.    |       |       |       |       | 3.    |       |       |       |       |
| FT                            |       |       |       |       |       |       |       | 4.    | 4.    | 4.=   | 4.    | 4.    |       |
| Complete University Guide     | 4.    | 3.=   | 4.    |       |       |       |       |       |       |       |       |       |       |

## Ekonomski doprinosi i povijest

### LSE vs. Cambridge
Ekonomska debata iz 1930-ih između LSE-a i Cambridgea dobro je poznata u akademskim krugovima. Rivalstvo između akademskih mišljenja na LSE-u i Cambridgeu potječe iz razdoblja osnutka Škole kada su Edwin Cannan (1861. – 1935.), profesor ekonomije s LSE-a i Alfred Marshall (1842. – 1924.), profesor političke ekonomije s Cambridgea i tadašnji vodeći ekonomist raspravljali o temeljnim stvarima ekonomije i trebali se predmet uzimati kao organska cjelina. (Marshall je osporavao zasebno odvajanje čiste teorije i inzistiranje na ekonomskoj povijesti koje je provedeno na LSE-u.) 
Spor se također doticao pitanja uloge ekonomista i problema treba li ekonomist biti pridruženi stručnjak ili praktični savjetnik. Za LSE i povijesne ekonomiste primjena ekonomske teorije imala je veću važnost od same ekonomske teorije. Ekonomisti s LSE-a i Cambridgea radili su zajedno tijekom 1920-ih npr. u Ekonomskoj službi Londona i Cambridgea, no tijekom 1930-ih ponovo je na površinu isplivao spor kad su LSE i Cambridge započeli raspravu o rješenju ekonomske depresije.
Robbins i Hayek s LSE-a i Keynes s Cambridgea bili su glavne figure u intelektualnom neslaganju između institucija. Kontroverza se proširila s pitanja o deflaciji nasuprot upravljanju potražnjom kao rješenju tadašnjih ekonomskih problema pa sve do širih koncepcija ekonomije i makroekonomije. Stajališta Robbinsa i Hayeka bili su utemeljeni na austrijskoj školi ekonomije s naglaskom na slobodnoj trgovini i antiintervencionizmu dok je Keynes razvijao brend ekonomske teorije poznat kao keynesizam koji zagovara aktivne političke odgovore javnog sektora.

## Osobe
Više informacija: Popis osoba s London School of Economics
| Godina | Dobitnik                 | Područje    |
| 1925.  | George Bernard Shaw      | književnost |
| 1950.  | Ralph Bunche             | mir         |
| 1950.  | Bertrand Russell         | književnost |
| 1959.  | Philip Noel-Baker        | mir         |
| 1972.  | Sir John Hicks           | ekonomija   |
| 1974.  | Friedrich Hayek          | ekonomija   |
| 1977.  | James Meade              | ekonomija   |
| 1979.  | Sir William Arthur Lewis | ekonomija   |
| 1990.  | Merton Miller            | ekonomija   |
| 1991.  | Ronald Coase             | ekonomija   |
| 1998.  | Amartya Sen              | ekonomija   |
| 1999.  | Robert Mundell           | ekonomija   |
| 2001.  | George Akerlof           | ekonomija   |
| 2007.  | Leonid Hurwicz           | ekonomija   |
| 2008.  | Paul Krugman             | ekonomija   |

LSE ima dug popis alumna i osoblja iz raznih polja znanosti koje škola obuhvaća. Među njima se nalazi petnaest dobitnika Nobelove nagrade za ekonomiju, mir i književnost. Ostali istaknuti bivši članovi osoblja uključuju Anthonyja Giddensa, Harolda Laskija, A. W. Philipsa, Karla Poppera, Lionela Robbinsa, Susan Strange i Charlesa Webstera. Clement Attlee, kasniji britanski premijer, predavao je na školi od 1912. do 1923. godine, a Mervyn King, trenutačni guverner Banke Engleske, bivši je profesor ekonomije na školi.
Mnogi alumni škole jesu istaknute ličnosti posebice na području politike, ekonomije i financija. S obzirom na političku arenu, do veljače 2009. godine, otprilike 34 bivša ili trenutačna državna poglavara studirala su ili poučavala na LSE-u, a 28 članova britanskog Donjeg doma i 42 člana Doma lordova studiralo je ili poučavalo na školi. U recentnoj britanskoj politici među bivše LSE-ove studente spadaju Virginia Bottomley, Yvette Cooper, Edwina Currie, Frank Dobson, Margaret Hodge i Ed Miliband. U međunarodnim okvirima na LSE-u su studirali John F. Kennedy (bivši američki predsjednik), Óscar Arias (kostarikanski predsjednik), Taro Aso (japanski premijer), kraljica Margareta II. od Danske, B. R. Ambedkar (otac indijskog ustava) K. R. Narayanan (bivši indijski predsjednik) i Romano Prodi (talijanski premijer i predsjednik Europske komisije). Uspješni poslovnjaci koji su studirali na LSE-u uključuju Delphine Arnault, Steliosa Haji-Ioannoua, Spirosa Latsisa, Davida Rockefellera, Mauricea Saatchija i Georgea Sorosa. Istaknuti fiktivni alumni škole jesu predsjednik Josiah Bartlet iz televizijske serije Zapadno krilo i Andrew Bond, otac Flemingova Jamesa Bonda.

### Popis direktora
- William Hewins (1895. – 1903.)
- profesor Halford Mackinder (1903. – 1908.)
- William Pember Reeves (1908. – 1919.)
- sir William Beveridge (1919. – 1937.)
- sir Alexander Carr-Saunders (1937. – 1957.)
- sir Sydney Caine (1957. – 1967.)
- sir Walter Adams (1967. – 1974.)
- profesor sir Ralf Dahrendorf (1974. – 1984.)
- dr Indraprasad Gordhanbhai Patel (1984. – 1990.)
- profesor John Ashworth (1990. – 1996.)
- profesor Anthony Giddens (1996. – 2003.)
- sir Howard Davies (od 2003.)

## Novi lobi
Nedavna novinska izvješća identificirala su LSE kao dio nove grupe sveučilišta koja su počela djelovati kao samosvjesne elitne lobističke grupe i grupe za pritisak, obično pozante pod nazivom 'G5'. Prema Times Higher Education Supplement (THES) u ovih pet institucija spadaju LSE, Imperial College London, Sveučilište u Oxfordu, Sveučilište u Cambridgeu i University College London, a zajedno su opisane kao "superelita" (jer su svih pet već članovi elitne Russellove grupe).
U THES-u se navodi kako "grupa, koja se sama naziva G5, upozorava da bez više novaca za potporu njihovoj visokokvalitetnoj pouci, te da će se njezini članovi okrenuti od britanskih dodiplomskih studenata i umjesto njih fokusirati na prekomorske i poslijediplomske studente čije školarine pokrivaju većinu punih troškova njihovih smjerova. Nova se grupa sastaje u tajnosti već nekoliko mjeseci. Nekoliko vicekancelara znaju za njezino postojanje kao potpuno opernaćene grupe. Cilj grupe G5 je osiguravanje dodatnog državnog novca za više od 3.000 £ najviših studentskih školarina od 2006. godine radi pokrivanja punih troškova domaćih dodiplomaca i onih iz EU-a na njihovim smjerovima. Grupa G5 učinit će iznimku za specijalno postupanje prema njenim članovima."
LSE je također član nove grupe poznate kao Zlatni trokut koju čine Oxford, Cambridge, Imperial, LSE, UCL i KCL. Posljednja tri su poznati fakulteti Sveučilišta u Londonu (dok je Imperial stekao neovisnost od Sveučilišta u Londonu 2007.), pa se često sami nazivaju sveučilištem po tom pravu. Svi su napredovali u dobivanju prava za dodjeljivanje vlastitih akademskih naziva i stupnjeva.

## Akademski nazivi i stupnjevi
LSE dodjeljuje mnoge akademske nazive i stupnjeve od bakalaureatnih, magistarskih do doktorskih stupnjeva. Postnominalni nazivi dodijeljeni kao kratice akademskih naziva i stupnjeva koriste se uobičajeno među britanskim sveučilištima.
LSE ne dodjeljuje godišnje počasne stupnjeve u zajedništvu s ostalim sveučilištima. U svojoj 113 godina dugoj povijesti Škola je dodijelila petnaest počasnih doktorata istaknutim osobama poput Nelsona Mandele (doktor znanosti; polje ekonomija).
Nakon 1902. i pridruživanja Sveučilištu u Londonu, pa sve do 2007. sve akademske nazive i stupnjeve dodjeljivalo je federalno sveučilište, tj. Lond. (Londiniensis) zajedno sa svim drugim fakultetima Sveučilišta.
Ovaj se sustav promijenio 2007. kako bi se nekim fakultetima omogućilo dodjeljivanje njihovih akademskih naslova. Po prvi put u njegovoj povijesti LSE je dobio ovlasti dodjeljivanja vlastitih naslova od lipnja 2008. Studenti koji diplomiraju između lipnja 2008. i lipnja 2010. imaju opciju dobivanja naslova Sveučilišta u Londonu ili LSE-a. Svi dodiplomski studenti koji su upisali studij nakon 2007. i poslijediplomski studenti nakon 2009. automatski će dobiti naslov LSE-a.
LSE u zajedništvu sa Sternovom školom Sveučilišta u New Yorku i HEC u Parizu također nudi jedinstven globalni izvršni program za diplomski studij poslovne administracije TRIUM. Financial Times trenutačno ovaj program stavlja na 2. mjesto u svijetu, a sam program teži obuhvatiti jake društvene znanosti, strategiju upravljanja i financijsko računovodstvo kako bi starijim rukovodiocima dao dobar opći pogled. 

## Lokacija i transport
LSE se nalazi u Gradu Westminsteru između Covent Gardena, Aldwycha i Temple Bara na granici s Gradom Londonom. Nastavlja se na Kraljevsku palaču pravde, Lincoln's Inn i Kingsway, a na tom je mjestu prije bio Clare Market. Škola je unutar kongestivne zone naplate centralnog Londona.
Najbliže stanice londonske podzemne željeznice su Holborn, Temple i Covent Garden. Charing Cross na drugom kraju Stranda nabliža je stanica nadzemne željeznice dok je London Waterloo deset minuta hoda s druge strane rijeke Temze. Autobusi do Aldwycha i Kingswaya zaustavljaju se točno ispred Škola na ulici Houghton.

## Međufakultetsko rivalstvo
LSE održava snažno rivalstvo s ostalim fakultetima Sveučilišta u Londonu, te s Imperial College London. Studenti s LSE i UCL za King's College London koriste naziv Strand Polytechnic.
Napetosti između King's i Škole započele su 2. prosinca 2005. kada je najmanje 200 studenata napravilo diverziju na godišnjoj "trci za bačvom" što je stvorilo procjenjenu štetu od 32.000 £ Odsjeku za engleski jezik na King'su. Ravnatelj King's Rick Trainor pozvao je na suzdržavanje od odmazde, a Studentska unija LSE-a bila je prisiljena objaviti ispriku kao i platiti račun za popravak štete. Dok je LSE službeno osudio akciju, u časopisu The Beaver objavljena je fotografija koju je kasnije preuzeo The Times a na njoj je direktor sir Howard Davies pio zajedno s članovima Studentske unije neposredno prije nego što su trka za bačvom – i "divljanje" – započeli. Trka je zabranjena u razdoblju od pet godina nakon napada uglavnom zbog uplašenosti studenata. Postoji nada da će se ponovo pokrenuti 2010.